# رودولف شوستر
رودولف شوستر (بالألمانية: Rudolf Schuster) (و. 1934 – م) هو سياسي، وكاتب، ودبلوماسي من سلوفاكيا ولد في كوشيتسه.

## روابط خارجية
- رودولف شوستر على موقع مونزينجر (الألمانية)
- رودولف شوستر على موقع إن إن دي بي (الإنجليزية)